# Baragiano
Baragiano község (comune) Olaszország Basilicata régiójában, Potenza megyében.

## Fekvése
A megye északnyugati részén fekszik. Határai: Picerno, Ruoti, Balvano és Bella.

## Története
A település története az i.e. 6-5 századra nyúlik vissza, ennek tanújelei a város határában feltárt küklópikus falak maradványai. 

## Népessége
A népesség számának alakulása:

## Főbb látnivalói
- Santa Maria Assunta-templom
- San Rocco-templom (16. század)
- Santissima Annunziata-kápolna (1586)